# Chen Huijia
Chen Huijia (chiń. 陈慧佳; ur. 5 kwietnia 1990 w Wenzhou) – chińska pływaczka specjalizująca się w stylu klasycznym, mistrzyni świata.
Największym jej sukcesem jest złoty medal mistrzostw świata w Rzymie w 2009 w sztafecie 4 x 100 m stylem zmiennym, po który chińska ekipa z jej udziałem sięgnęła dzięki czasowi 3:52,19 będącemu nowym rekordem świata. W 2010 roku została złotą i brązową medalistką igrzysk azjatyckich, rok później zaś otrzymała złoty medal uniwersjady.
Raz w karierze brała udział w igrzyskach olimpijskich, na których zajęła 12. miejsce w konkurencji 100 m stylem klasycznym.